# Mistrzostwa Europy Strongman 2010
Mistrzostwa Europy Strongman 2010 – doroczne, indywidualne
zawody europejskich siłaczy.
Data: 21 sierpnia 2010

Miejsce: Września  Polska
WYNIKI ZAWODÓW:
| Miejsce | Zawodnik             | Kraj     | Punkty |
| ------- | -------------------- | -------- | ------ |
| 1.      | Žydrūnas Savickas    | Litwa    | 47     |
| 2.      | Krzysztof Schabowski | Polska   | 38     |
| 3.      | Mareks Leitis        | Łotwa    | 36     |
| 4.      | Jan Šalata           | Czechy   | 31,5   |
| 5.      | Tyberiusz Kowalczyk  | Polska   | 25     |
| 6.      | Alex Curletto        | Włochy   | 19,5   |
| 7.      | Gregor Stegnar       | Słowenia | 7      |

- Robert Szczepański doznał kontuzji tuż przed rozpoczęciem zawodów i nie wziął w nich udziału[2].